# Phœbé (lune)
Pour les articles homonymes, voir Phœbé.
Phœbé (S IX Phoebe) est une lune de Saturne, découverte en 1899 par William Henry Pickering.

## Découverte
Phœbé a été découverte par William Henry Pickering le 17 mars 1899, sur des plaques photographiques exposées entre les 16 et 18 août 1898 par l'astronome américain DeLisle Stewart à la station d'observation astronomique d'Arequipa au Pérou, qui dépendait du Harvard College Observatory. En examinant deux de ces plaques, Pickering remarqua un objet très faiblement lumineux dont la position avait légèrement changé entre les 16 et 18. Il retrouva alors ce même objet sur deux autres photographies datant des 16 et 17 ; la position sur les deux plaques du 16 était quasiment identique, mais l'étude de son déplacement entre les 16, 17 et 18 montrait clairement un mouvement apparent rectiligne, exactement dans la même direction que Saturne, mais très légèrement moins rapide, ce qui démontrait qu'il s'agissait bien là d'un satellite naturel orbitant autour de cette planète.
Il s'agissait du 9e satellite de Saturne à être découvert, et la nouvelle fit sensation à l'époque, puisqu'il s'agissait du premier objet du système solaire à être découvert à l'aide de l'astrophotographie. La découverte précédente d'un satellite de Saturne datait de plus de 50 ans (Hypérion en 1848), et Phœbé est restée pendant plus de 100 ans le satellite connu le plus éloigné de Saturne, jusqu'à la découverte en 2000 d'un grand nombre de nouvelles lunes par l'équipe de Brett J. Gladman.

## Désignation
Le nom « Phœbé » a été proposé par William Pickering peu après sa découverte de ce satellite. En effet, cinq des neuf satellites de Saturne précédemment découverts avaient été nommés d'après les frères et les sœurs du Cronos de la mythologie grecque (que les Romains appelaient Saturne), et Phœbé est elle aussi une sœur de Cronos. Phœbé est une Titanide, fille d'Ouranos (le Ciel) et de Gaïa (la Terre), elle est mariée à son frère Céos de qui elle a pour enfants Léto et Astéria. On l'appelle aussi (moins correctement) Phébé.[réf. nécessaire]
Le satellite Phœbé porte la désignation systématique Saturne IX.
Les formations présentes à la surface de Phœbé (principalement des cratères) tirent leurs noms du mythe de Jason et des Argonautes.

## Chronologie de l'exploration de Phœbé

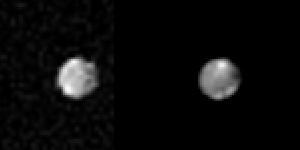
Images de Phœbé prises par Voyager 2 le 4 septembre 1981 à une distance de 2,2 millions de kilomètres.

La première sonde spatiale à avoir fourni des images de Phœbé autres qu'un minuscule point blanc est Voyager 2, le 4 septembre 1981. Cependant, ces images, prises à une distance de 2,2 millions de kilomètres, avaient une résolution très faible qui ne permettait pas d'étudier en détail la surface du satellite. Elles permirent néanmoins d'en évaluer le diamètre moyen à 220 kilomètres (deux fois plus que ce que les observations terrestres précédentes laissaient penser), d'estimer sa période de rotation et de montrer que sa surface est très sombre.
L'étape suivante de l'exploration de Phœbé est le survol effectué par la sonde Cassini le 11 juin 2004, alors qu'elle était en route pour Saturne. Phœbé a d'ailleurs été le premier satellite de Saturne auquel la sonde Cassini a rendu visite lors de son arrivée dans ce système planétaire, après un voyage de près de 7 ans. Ce survol, le seul durant toute la durée de la mission Cassini, s'est déroulé à une distance de seulement 2 068 kilomètres au point le plus proche, et a donc permis d'obtenir une grande quantité d'informations à la fois sur la forme, les dimensions, et l'ensemble des caractéristiques physiques de la surface en général. La quasi-totalité des données actuelles sur Phœbé provient de ce survol par la sonde Cassini.

## Caractéristiques physiques

### Orbite
Phœbé orbite autour de Saturne en un petit peu plus de 550 jours, plus de 18 mois (terrestres), à une très grande distance, variant entre 6 et 16.2 millions de kilomètres environ, ce qui est quatre fois plus éloigné que son plus proche voisin de taille majeure (Japet).
L'orbite de Phœbé est également très inclinée, de plus de 175°. Cette valeur d'inclinaison, comme celle mentionnée dans le tableau ci-contre, est exprimée par rapport au plan de l'écliptique du système solaire plutôt qu'à celui de l'équateur de Saturne, le plan de Laplace étant lui-même fortement incliné à la distance à laquelle se trouve Phœbé (26,2°), et donc presque confondu avec le plan de l'écliptique.
La particularité principale de l'orbite de Phœbé est surtout qu'elle est rétrograde, ce satellite tournant autour de Saturne dans le sens opposé à celui de la rotation de la planète sur elle-même. Ce mouvement rétrograde est l'un des principaux indices permettant de penser que Phœbé ne s'est pas formée sur place à partir du disque protoplanétaire ayant conduit à la formation de Saturne et de la plupart de ses satellites intérieurs, mais qu'il s'agit d'un objet qui a été capturé plus tard par l'attraction gravitationnelle de la planète géante, et par interaction avec ses satellites.
Phœbé a également ceci de particulier que sa rotation n'est pas synchrone, à la différence des lunes intérieures (à l'exception notable d'Hypérion).

### Anneau de Phœbé
Phœbé évolue au sein d'un anneau, ne pouvant être mis en évidence qu'en infrarouge en raison de sa faible densité. Cet anneau est particulièrement grand, d'une largeur de 20 fois le diamètre de Saturne, il commence à environ 6 millions de kilomètres de sa surface et se termine à 16.2 millions de kilomètres environ. Phœbé serait à l'origine de cet anneau lointain, alimenté par la poussière arrachée au satellite lors d'impacts météoritiques.
Il serait donc également la cause de l'aspect particulier du satellite de Saturne Japet, qui a une de ses faces noire et l'autre très blanche, les poussières de l'anneau percutant la surface de Japet.

### Le groupe nordique
En plus de ses nombreuses lunes intérieures, Saturne est entourée, à partir de 11 millions de kilomètres de distance environ, par trois groupes de satellites irréguliers. Le plus important est dominé par Phœbé, et est constitué de lunes rétrogrades aux orbites inclinées de 134 à 176 degrés environ. Leurs excentricités sont marquées, allant de 0,13 à 0,77, et leurs demi-grands axes varient de 11 à 24 millions de kilomètres. Les trois groupes coexistent (ou sont entremêlés, selon le point de vue) en distance, s'étendant jusqu'à 24 millions de kilomètres de Saturne.
L'union astronomique internationale a choisi de regrouper les lunes externes de Saturne en différents groupes, le regroupement étant fait sur la base des inclinaisons des orbites de chacun d'eux. Le groupe nordique, auquel Phœbé appartient, tient son nom du fait que les noms des satellites qui en font partie sont choisis parmi des divinités de la mythologie nordique (à part bien sûr Phœbé qui a été découverte bien avant). Rien ne prouve en revanche que les satellites de ces groupes soient reliés entre eux d'une autre manière que par leur inclinaison similaire, et de fait rien ne prouve à l'heure actuelle (2006) qu'ils aient une origine commune.

### Surface, composition
Les lunes intérieures de Saturne ont une surface très lumineuse, mais l'albédo de Phœbé est seulement de 0,08 (8 %).
Ces différents facteurs laissent penser qu'il peut s'agir d'un astéroïde capturé dont la composition n'a pas changé depuis l'époque où il s'est formé dans le système solaire lointain. Phœbé ressemble à la classe commune des astéroïdes carbonés dont la composition chimique est restée primitive, et que l'on pense être composés des matériaux solides qui se sont condensés à partir de la nébuleuse solaire : à cause de leur petite taille, ils ne se sont jamais réchauffés suffisamment pour modifier leur composition chimique. Si c'est le cas, Phœbé est le premier objet de ce type à avoir été photographié de suffisamment près pour en déterminer la forme et la luminosité.
Il est possible que la matière éjectée de la surface de Phœbé par les impacts microscopiques de météorites soit responsable de la surface sombre d'Hypérion ainsi que de l'hémisphère avant de Japet.

## Photos du survol de lasonde Cassini-Huygens, le 11 juin 2004

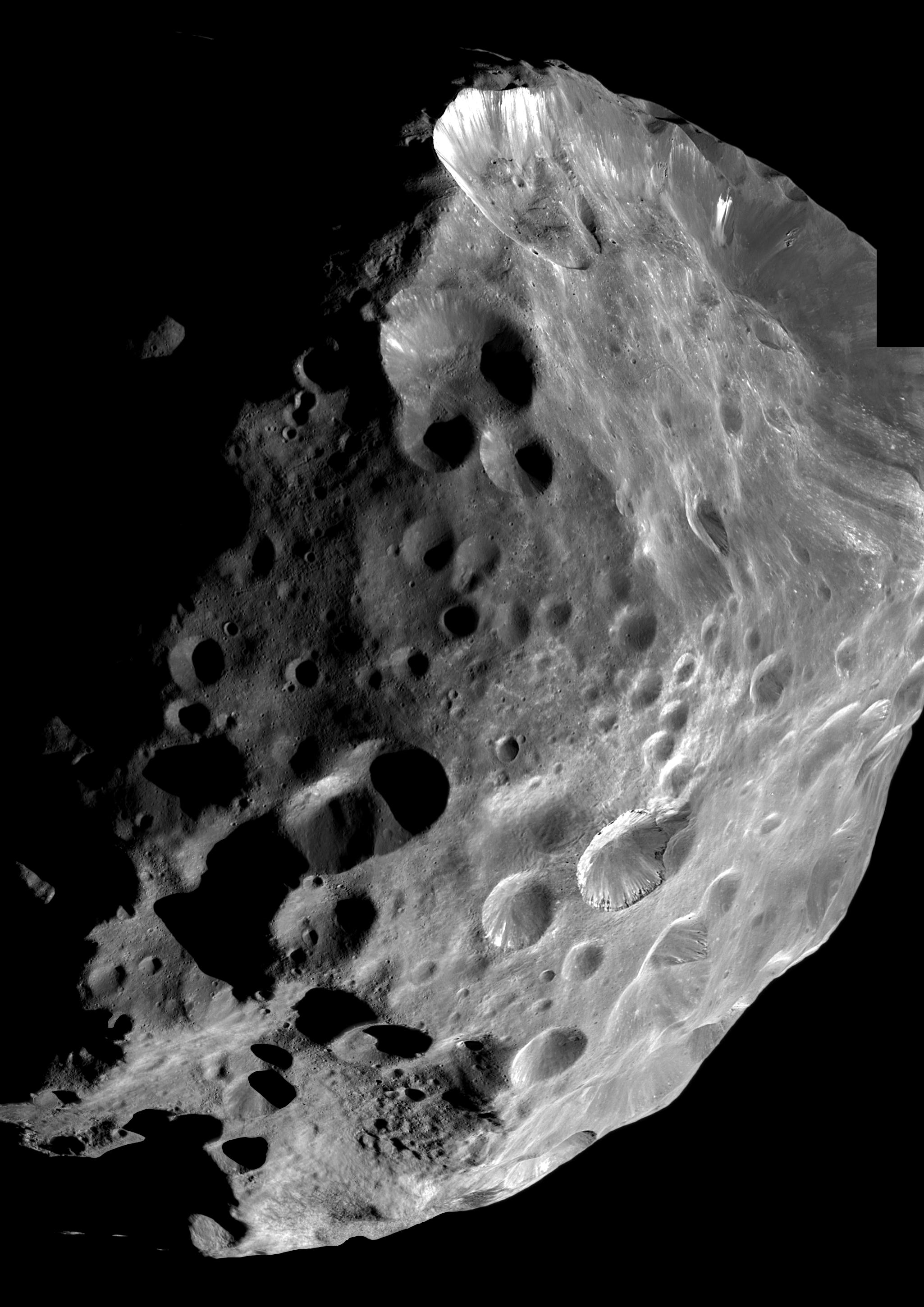
Plan général de Phœbé.
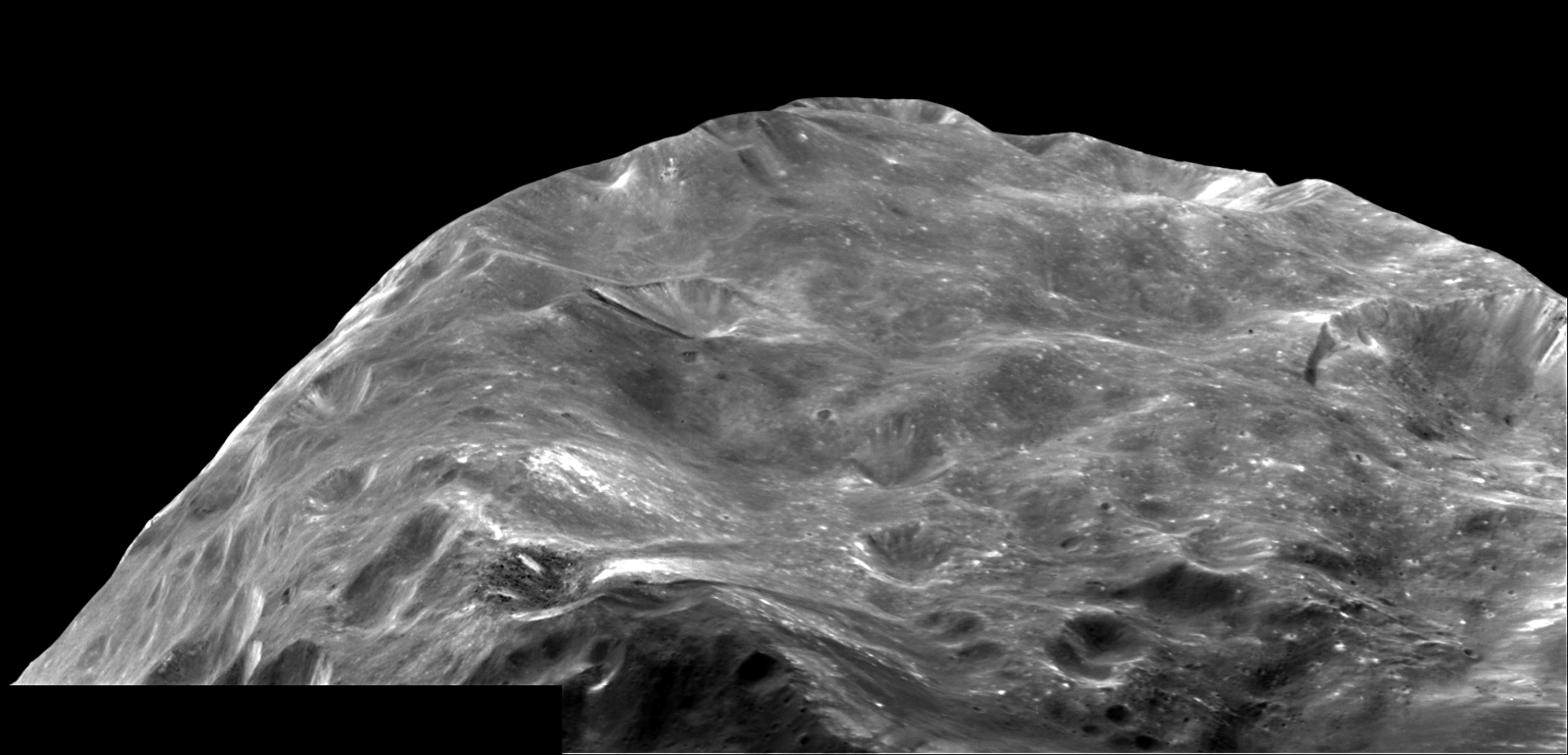
Cette image a été obtenue à une distance de 13 000 km. 1 pixel représente environ 80 mètres (3000x1445).
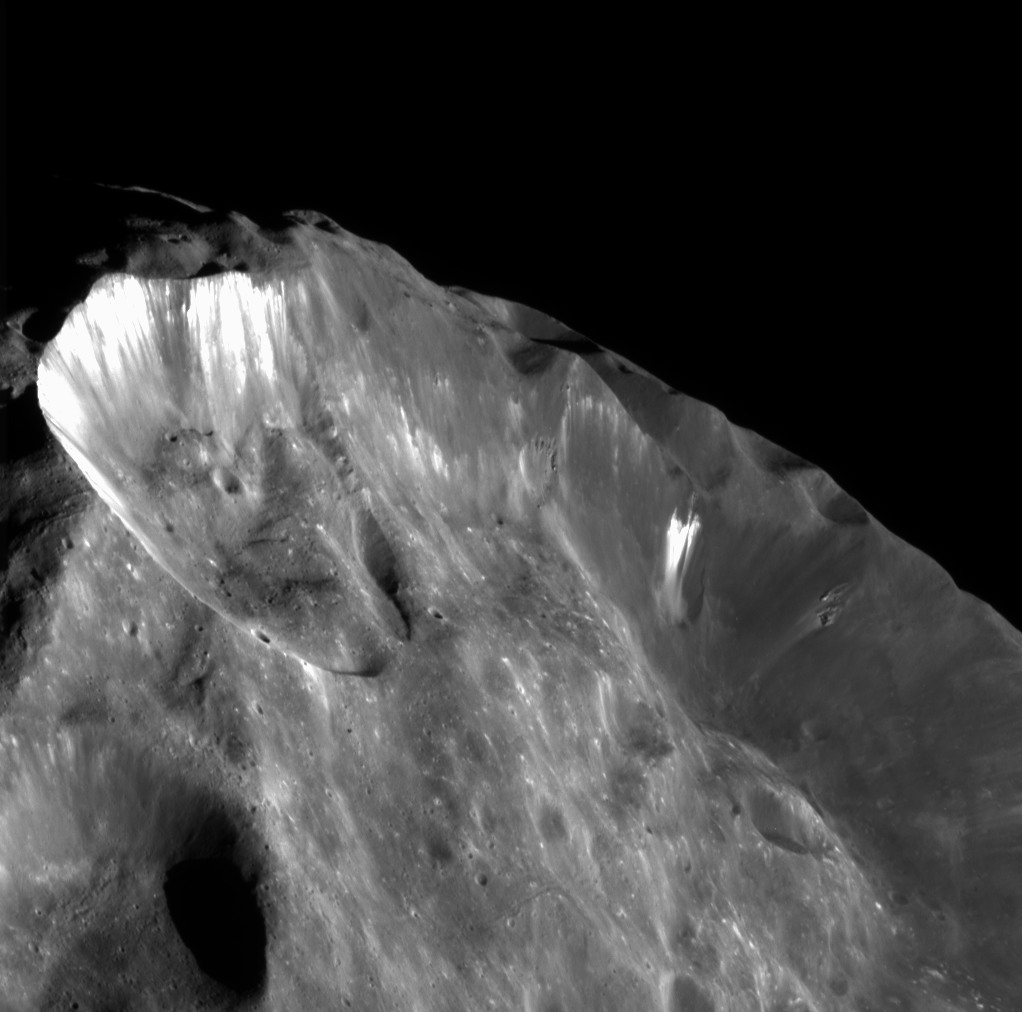
Plan rapproché sur le cratère de Jason.

## Origine
Phœbé serait un corps de la ceinture de Kuiper, la gravitation de Neptune l'aurait éjecté de son orbite et serait devenu un centaure (astéroïdes qui croisent l'orbite des planètes externes), il serait passé à proximité de Saturne et aurait été capturé par sa gravitation. Des mesures isotopiques de l'eau des anneaux et satellites glacés de Saturne montrent que celle-ci a une composition isotopique similaire à celle de l'eau sur Terre, sauf dans le cas de Phœbé. Le rapport D/H de Phœbé est le plus élevé connu du système solaire et indique une formation dans la partie externe et froide de notre système planétaire. Le rapport 13C/12C élevé pour Phœbé, bien plus élevé que le rapport terrestre, va aussi dans le sens d'une formation loin du Soleil. Ces résultats renforcent l'idée que Phœbé serait un objet qui se serait formé dans les parties externes du systèmes solaire avant d'être capturé par Saturne,.

## Culture populaire
- Dans la saga The Expanse et son adaptation télévisuelle, Phœbé tient une place primordiale puisque c'est sur cette lune qu'est découverte la protomolécule au cœur de l'intrigue. Cette lune est décrite comme étant un objet extrasolaire envoyé délibérément dans le système solaire pour y implanter la protomolécule.